# Svartröd brednäbb
Svartröd brednäbb (Cymbirhynchus macrorhynchos) är en fågel i familjen praktbrednäbbar inom ordningen tättingar.

## Utseende och läte
Svartröd brednäbb är en stor (21–24 cm) och omisskännlig tätting med mycket kraftig näbb och enastående fjäderdräkt. Fågeln är kolsvart ovan med långa vita strimmor utmed var vinge, medan undersidan är vackert vinröd med ett svart band under hakan. Den voluminösa näbben glöder i puderblått med varma inslag av orange och gröngult. Fåglar i sydvästra Myanmar (affinis, ibland urskild som egen art) är mindre med ljusare röd undersida, mer vitt i stjärten och på vingarna en vit och en röd fläck. Lätena är nasala och generellt obehagliga, bestående av låga mekaniska och raspiga ljud.

## Utbredning och systematik
Svartröd brednäbb placeras vanligen som ensam art i släktet Cymbirhynchus. Den delas in i fyra underarter med följande utbredning:
- Cymbirhynchus macrorhynchos affinis – förekommer i sydvästra Myanmar
- macrorhynchos-gruppen
  - Cymbirhynchus macrorhynchos siamensis – förekommer i södra Burma, södra Thailand, Kambodja, södra Laos och Sydvietnam
  - Cymbirhynchus macrorhynchos malaccensis – förekommer i allra sydligaste Thailand och på Malackahalvön
  - Cymbirhynchus macrorhynchos macrorhynchos – förekommer på Sumatra, Borneo, Bangka, Belitung och Pulau Laut

Sedan 2016 urskiljer Birdlife International och naturvårdsunionen IUCN affinis som den egna arten "irrawaddybrednäbb". 

### Familjetillhörighet
Familjerna praktbrednäbbar (Eurylaimidae) och grönbrednäbbar (Calyptomenidae) behandlades tidigare som en och samma familj, Eurylaimidae, med det svenska trivialnamnet brednäbbar. Genetiska studier visar att de inte är varandras närmaste släktingar.

## Levnadssätt
Svartröd brednäbb hittas i låglänta vattennära skogar, plantage och mangroveträsk. Den bygger pungformade bon som hängs i träd över vattendrag. 

## Status
IUCN bedömer hotstatus hos underartsgrupperna (eller arterna) var för sig, båda som livskraftiga.